# Louise-Anastasia Serment
Louise-Anastasia Serment (Grenoble, 1642 – París, 1692) va ser una filòsofa i poetessa francesa.
Nascuda a Grenoble, va passar la major part de la seva vida a París. Encara que Serment no era una científica, estava interessada i era coneixedora de les idees contemporànies de la filosofia natural.
Era deixebla de Descartes i membre de l'Acadèmia Ricovrati de Pàdua, una de les poques acadèmies europees del segle XVII que admetia dones, la qual va esdevenir fonamental en l'educació de les dones en ciències i arts liberals.
La seva producció consisteix en diverses peces de poesia llatina i francesa. Va formar part d'una elit de dones cultes franceses que componien versos en llatí, entre les quals destaquen la marquesa de Sévigné, madame de la Fayette, Marie Anna Mancini, duquesa de Bouillon, la princesa Maria Anna Victòria de Baviera (la Grande Dauphine), Elisabeth de Rochechouart, abadessa de Fontevrault, mademoiselle du Pré, i la pintora Élisabeth-Sophie Chéron, entre d'altres.
S'esmenta que Serment va col·laborar amb el poeta Philippe Quinault com a coautora de les seves òperes. Segons Etienne Pavillon, hauria estat la seva parella, segons consta com a mínim en un madrigal que el poeta va fer després de la seva mort.